# Alpine Ski-Juniorenweltmeisterschaften 2003
Die 22. Alpinen Ski-Juniorenweltmeisterschaften fanden vom 4. bis 8. März 2003 im französischen Département Hautes-Alpes statt, in der Region rund um die Stadt Briançon (Briançonnais). Austragungsorte waren Puy-Saint-Vincent, Montgenèvre und Serre Chevalier.

## Männer

### Abfahrt
| Platz | Land | Sportler               | Zeit (min) |
| ----- | ---- | ---------------------- | ---------- |
| 1     | SUI  | Daniel Albrecht        | 1:09,49    |
| 2     | RUS  | Sergei Komarow         | 1:09,79    |
| 3     | SUI  | Marc Berthod           | 1:09,85    |
| 4     | ITA  | Alexander Ortler       | 1:09,86    |
| 5     | CAN  | Manuel Osborne-Paradis | 1:09,88    |
| 6     | CAN  | François Bourque       | 1:09,92    |

Datum: 4. März

Ort: Serre-Chevalier

### Super-G
| Platz | Land | Sportler            | Zeit (min) |
| ----- | ---- | ------------------- | ---------- |
| 1     | CAN  | François Bourque    | 1:17,10    |
| 2     | RUS  | Sergei Komarow      | 1:17,29    |
| 3     | AUT  | Mario Scheiber      | 1:17,31    |
| 4     | AUT  | Philipp Schörghofer | 1:17,62    |
| 5     | NOR  | Ole Magnus Kulbeck  | 1:17,72    |
| 6     | SUI  | Marc Berthod        | 1:17,76    |

Datum: 5. März

Ort: Serre-Chevalier

### Riesenslalom
| Platz | Land | Sportler               | Zeit (min) |
| ----- | ---- | ---------------------- | ---------- |
| 1     | SUI  | Daniel Albrecht        | 2:02,72    |
| 1     | AUT  | Mario Scheiber         | 2:02,72    |
| 3     | AUT  | Philipp Schörghofer    | 2:02,74    |
| 4     | NOR  | Ole Magnus Kulbeck     | 2:02,94    |
| 5     | USA  | Jeremy Transue         | 2:03,04    |
| 6     | AUT  | Christian Flaschberger | 2:03,47    |

Datum: 7. März

Ort: Serre-Chevalier

### Slalom
| Platz | Land | Sportler         | Zeit (min) |
| ----- | ---- | ---------------- | ---------- |
| 1     | SUI  | Marc Berthod     | 1:33,74    |
| 2     | SUI  | Daniel Albrecht  | 1:34,07    |
| 3     | ITA  | Lucas Senoner    | 1:34,13    |
| 4     | FIN  | Jouni Kaitala    | 1:35,21    |
| 5     | FRA  | Steve Missillier | 1:35,33    |
| 6     | ITA  | Martino Leone    | 1:36,59    |

Datum: 8. März

Ort: Montgenèvre

### Kombination
| Platz | Land | Sportler               | Punkte |
| ----- | ---- | ---------------------- | ------ |
| 1     | SUI  | Daniel Albrecht        | 02,01  |
| 2     | ITA  | Lucas Senoner          | 44,47  |
| 3     | AUT  | Christian Flaschberger | 68,30  |
| 4     | NOR  | Kjetil Jansrud         | 68,75  |
| 5     | USA  | Jeremy Transue         | 69,41  |
| 6     | NOR  | Lars Elton Myhre       | 76,68  |

Datum: 4./8. März

Ort: Serre-Chevalier, Montgenèvre
Die Kombination bestand aus der Addition der Ergebnisse aus Abfahrt, Riesenslalom und Slalom.

## Frauen

### Abfahrt
| Platz | Land | Sportlerin       | Zeit (min) |
| ----- | ---- | ---------------- | ---------- |
| 1     | SUI  | Tamara Wolf      | 1:15,20    |
| 2     | USA  | Lindsey Kildow   | 1:15,27    |
| 3     | USA  | Julia Mancuso    | 1:15,32    |
| 4     | GER  | Maria Riesch     | 1:15,68    |
| 5     | CAN  | Kelly VanderBeek | 1:15,70    |
| 6     | SUI  | Fabienne Suter   | 1:16,21    |

Datum: 4. März

Ort: Puy-Saint-Vincent

### Super-G
| Platz | Land | Sportlerin              | Zeit (min) |
| ----- | ---- | ----------------------- | ---------- |
| 1     | USA  | Julia Mancuso           | 1:20,02    |
| 2     | CAN  | Brigitte Acton          | 1:20,78    |
| 3     | CAN  | Kelly VanderBeek        | 1:20,87    |
| 4     | ITA  | Alexandra Coletti       | 1:21,10    |
| 5     | SWE  | Jessica Lindell-Vikarby | 1:21,13    |
| 6     | FRA  | Isa Tripard             | 1:21,24    |

Datum: 5. März

Ort: Puy-Saint-Vincent

### Riesenslalom
| Platz | Land | Sportlerin              | Zeit (min) |
| ----- | ---- | ----------------------- | ---------- |
| 1     | SWE  | Jessica Lindell-Vikarby | 2:05,70    |
| 2     | NOR  | Lene Løseth             | 2:06,41    |
| 3     | GER  | Maria Riesch            | 2:06,84    |
| 4     | AUT  | Michaela Kirchgasser    | 2:06,97    |
| 5     | USA  | Julia Mancuso           | 2:07,32    |
| 6     | ITA  | Angelika Grüner         | 2:07,44    |

Datum: 8. März

Ort: Puy-Saint-Vincent

### Slalom
| Platz | Land | Sportlerin           | Zeit (min) |
| ----- | ---- | -------------------- | ---------- |
| 1     | AUT  | Michaela Kirchgasser | 1:38,53    |
| 2     | CRO  | Ana Jelušić          | 1:38,82    |
| 3     | USA  | Resi Stiegler        | 1:39,37    |
| 4     | SWE  | Therese Borssén      | 1:39,76    |
| 5     | GER  | Maria Riesch         | 1:40,13    |
| 6     | AUT  | Kathrin Zettel       | 1:40,31    |

Datum: 7. März

Ort: Montgenèvre

### Kombination
| Platz | Land | Sportler             | Punkte |
| ----- | ---- | -------------------- | ------ |
| 1     | GER  | Maria Riesch         | 25,68  |
| 2     | AUT  | Michaela Kirchgasser | 39,03  |
| 3     | USA  | Resi Stiegler        | 41,61  |
| 4     | ITA  | Angelika Grüner      | 66,62  |
| 5     | ITA  | Alessia Pittin       | 82,46  |
| 6     | CAN  | Sophie Splawinski    | 89,88  |

Datum: 4./7. März

Ort: Puy-Saint-Vincent, Montgenèvre
Die Kombination bestand aus der Addition der Ergebnisse aus Abfahrt, Riesenslalom und Slalom.

## Medaillenspiegel
| Platz | Land               | Gold | Silber | Bronze | Gesamt |
| ----- | ------------------ | ---- | ------ | ------ | ------ |
| 1     | Schweiz            | 5    | 1      | 1      | 7      |
| 2     | Österreich         | 2    | 1      | 3      | 6      |
| 3     | Vereinigte Staaten | 1    | 1      | 3      | 5      |
| 4     | Kanada             | 1    | 1      | 1      | 3      |
| 5     | Deutschland        | 1    | –      | 1      | 2      |
| 6     | Schweden           | 1    | –      | –      | 1      |
| 7     | Russland           | –    | 2      | –      | 2      |
| 8     | Italien            | –    | 1      | 1      | 2      |
| 9     | Kroatien           | –    | 1      | –      | 1      |
| 9     | Norwegen           | –    | 1      | –      | 1      |